# Max Merker

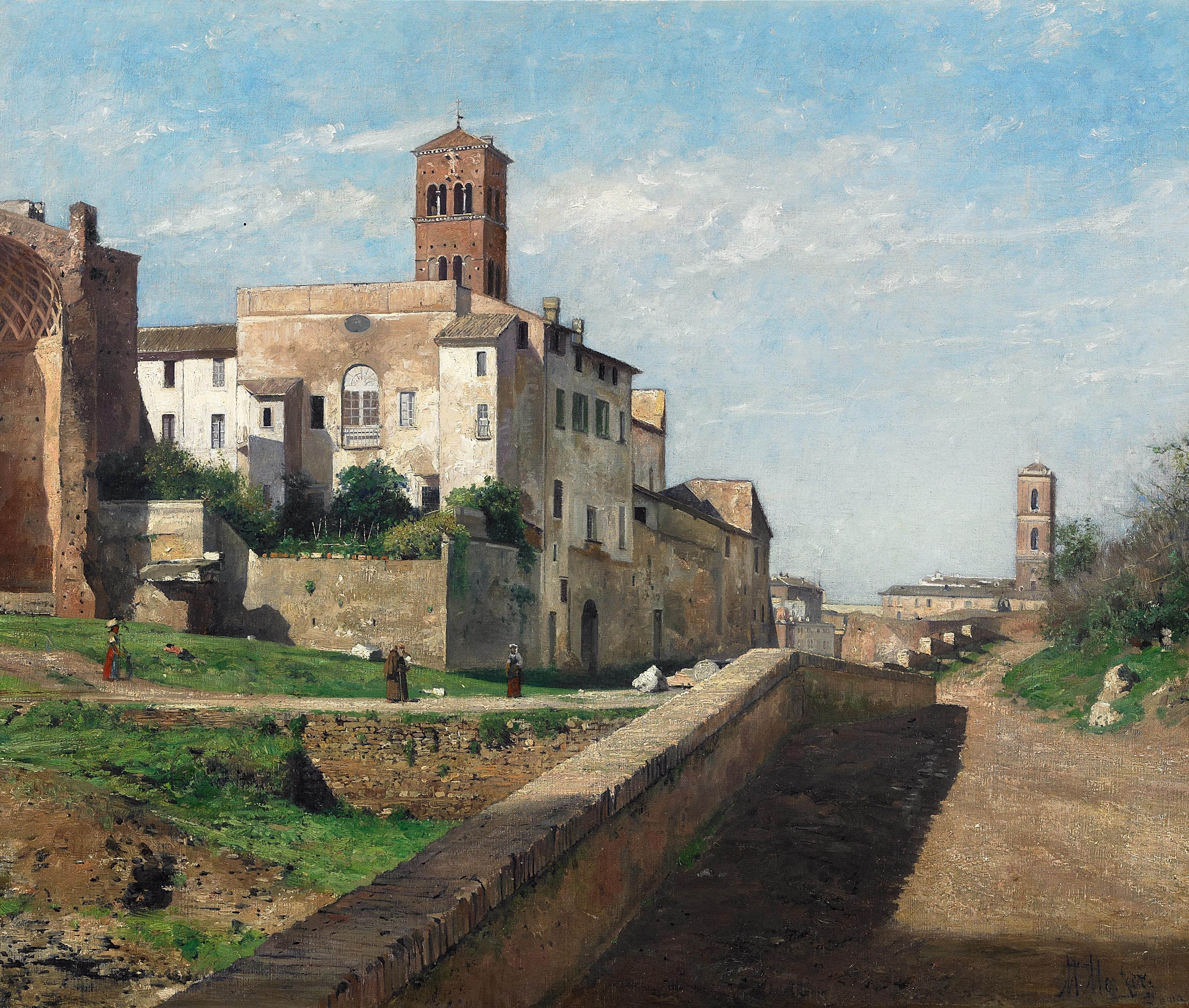
Merker: Am Palatin in Rom

Max Merker (* 15. September 1861 in Weimar; † 30. Juli 1928 ebenda) war ein deutscher Maler.

## Leben
Merker studierte an der Kunstschule Weimar und war Schüler von Theodor Hagen, Alexander Struys und Woldemar Friedrich. Arbeitete als Porträt- und Landschaftsmaler in Weimar. Seine Stimmungslandschaften malte er nach Motiven aus dem Harz und in Oberfranken und gab ihnen teilweise mythologische Staffage. Seine Werke in Museumsbesitz gelangten besonders in Museen in Sachsen, Sachsen-Anhalt und Thüringen.